# Sina Weibo
Sina Weibo (新浪微博S, Xīnlàng WēibóP) è un social network cinese. È un ibrido fra Twitter e Facebook, è uno dei siti più frequentati della Cina, si calcola che più del 30% delle persone che hanno accesso a internet in Cina usi Sina Weibo, quasi come la penetrazione di mercato di Twitter negli Stati Uniti.

## Descrizione
Nel 2012 contava più di 500 milioni di iscritti e 100 milioni di pubblicazioni giornaliere. Verso il terzo trimestre del 2015, Sina Weibo aveva 222 milioni di abbonati e 100 milioni di utenti giornalieri. Circa 100 milioni di messaggi sono postati ogni giorno su Sina Weibo.
È subentrato nel mondo del microblogging cinese a seguito del blackout imposto dal governo cinese dopo i disordini nella città di Urumqi del luglio 2009, che hanno portato alla chiusura di numerose piattaforme di microblogging quali Fanfou, Jiwai, Digu e Zuosa. L'imprenditore Charles Chao, amministratore delegato della Sina Corporation, ha visto in questi eventi un'opportunità per entrare nel mercato. Il 14 agosto 2009, dunque, viene fondato per iniziativa della Sina Corporation, e che acconsente al monitoraggio e al controllo da parte delle autorità governative, ponendo rigidi controlli sui messaggi postati sui suoi servizi. L'interfaccia è solo in lingua cinese e inglese.
Nel marzo 2014, la Sina Corporation ha annunciato uno scorporo di Weibo come entità separata e ha presentato un'IPO sotto il simbolo WB. Sina mantiene la proprietà del 56,9% di Weibo. La società ha cominciato a fare scambi pubblicamente il 17 aprile 2014.

## Piattaforme
Sina Weibo è accessibile da varie piattaforme, come Android, BlackBerry OS, iOS, Symbian S60, Windows Mobile e Windows Phone.

## Censura
Come prodotto della censura cinese dei social network, Sina Weibo ha controlli rigorosi sulle pubblicazioni effettuate attraverso di essa. Secondo la giornalista Rebecca MacKinnon, la rete di microblogging ha un corpo di 1.000 persone dedicate al controllo dei contenuti che appaiono su di essa.
Dal 31 marzo al 3 aprile 2012, i servizi di Sina Weibo sono stati sospesi, con l'argomento di evitare voci di un colpo di stato in Cina.
Nel 2012 è stata istituita presso il governo cinese la registrazione obbligatoria dei nomi reali degli utenti di microblog. L'autorità ha stanziato oltre 3 miliardi di dollari di incentivi affinché i cittadini si adeguassero al provvedimento.
Nell'aprile 2018 la piattaforma decide di censurare tutti i contenuti riguardanti l'omosessualità in linea con la posizione del governo cinese, dopo tre giorni di proteste da parte degli utenti iscritti al sito la società ha deciso di fare retromarcia.